# Nymphargus prasinus
Nymphargus prasinus là một loài ếch trong họ Centrolenidae, formerly placed in Cochranella. Chúng là loài đặc hữu của Colombia.
Các môi trường sống tự nhiên của chúng là các khu rừng ẩm ướt đất thấp nhiệt đới hoặc cận nhiệt đới, rừng mây ẩm nhiệt đới và cận nhiệt đới, và sông. Loài này đang bị đe dọa do mất môi trường sống.